# Charles Atlas
Charles Atlas (* 1949) je americký videoumělec a filmový režisér.

## Život
Narodil se v St. Louis ve státě Missouri. V roce 1970 se usadil v New Yorku. V letech 1974 až 1983 spolupracoval s choreografem Mercem Cunninghamem (i v pozdějších letech natáčel jeho taneční vystoupení). Roku 1987 získal Guggenheimovo stipendium. Natočil řadu dokumentárních filmů, například o Merci Cunninghamovi (Merce Cunningham: A Lifetime of Dance, 2000) nebo Leighu Bowerym (The Legend of Leigh Bowery, 2001). V roce 1999 natočil pod pseudonymem Jack Shoot gay pornografický film Staten Island Sex Cult. Je držitelem Ceny Johna Cage za rok 2006. Roku 2011 vytvořil tříprojektorovou videoinstalaci s názvem Painting by Numbers. V roce 2016 byl oceněn newyorským kulturním zařízením The Kitchen.